# Priapodes flaviradiata
Priapodes flaviradiata là một loài bướm đêm trong họ Geometridae.